# 羅寬
羅寬（？—？），號斗南，河南汝寧府光州民籍。

## 生平
沉酣古學，才名大振。万历四十三年乙卯科举人，四十四年（1616年）丙辰科進士，刑部觀政，四十五年授任成都府推官，多所平反，列名宦。四十六年同典試四川。天启元年（1621年），改經，仍同典試，所拔皆知名士。余酋作乱，围成都百日，設奇走之。舉卓異，天啓二年丁憂，五年補工部主事，差管南旺闸。崇祯元年補禮部，四年升祠祭司员外郎，升主客司郎中，尋擢湖廣右參議，六年晉四川副使，降調陕西佥事、固原兵备，八年京察去職。所至有声。致仕居家，闭门著述，有《青白樓》、《響玉篇》諸集。

## 家族
曾祖羅璜。祖父羅江。父羅文新。